# Microcrédito
Microcrédito é o termo usado hoje para designar uma variedade de empréstimos cujas características comuns são:
- Serem de pequeno valor;
- Serem direcionados a um público restrito, definido por sua baixa renda ou pelo seu ramo de negócios, que usualmente não têm acesso às formas convencionais de crédito;
- Voltar-se para microempreendedores informais

O microcrédito se encontra necessariamente num contexto de microfinanças, sendo esta entendida como sendo o fornecimento de empréstimos, poupanças e outros serviços financeiros especializados para pessoas carentes que vivam por meio de uma atividade económica informal.

## História
A primeira notícia que se tem de microcrédito data de 1846 quando, no sul da Alemanha, foi criada, pelo pastor Raiffeinsen, a Associação do Pão, que cedeu farinha de trigo aos camponeses endividados com agiotas para que eles, com a fabricação e comercialização do pão, pudessem aumentar sua renda.

## A experiência de Muhammad Yunus
O professor Muhammad Yunus foi o idealizador e realizador de uma experiência pioneira de microcrédito - MC que ficou conhecida no mundo todo, e que lhe rendeu o Prêmio Nobel da Paz, que dividiu com o Grameen Bank, em 2006.
Como observa o Professor Yunus, o termo microcrédito não existia até a década de 1970. No conceito de Yunus o microcrédito - MC é dirigido às populações pobres ou muito pobres, caracterizadas pela absoluta falta de acesso a crédito. Nesse conceito o MC se caracteriza como uma política de combate à pobreza, e não exatamente como uma política de financiamento.
Obs. Em 1973, em Salvador (Bahia) e Recife (Pernambuco), o Programa UNO, iniciou as primeiras experiência de microcrédito no formato conhecido hoje. Fonte: Lopes, Bruno Mota (Livro: Análise da evolução do microcrédito na Bahia (1973-2005)/ Ed. Banco do Nordeste do Brasil(BNB), Fortaleza/CE, 2011.
Yunus protesta contra o uso indiscriminado da palavra "microcrédito"::
"a palavra tem sido usada para significar qualquer coisa para qualquer pessoa (...) (Isso) vem criando muitos mal-entendidos e confusões na discussão sobre microcrédito (...) Eu proponho que se dêem títulos distintos para os diversos tipos de microcrédito (...)".
Yunus começou a conceder, em 1976, em Bangladesh, empréstimos de pequena monta, inicialmente com seus recursos próprios, para famílias pobres de produtores rurais, com foco nas mulheres e utilizando um sistema revolucionário de garantias morais mútuas, formando grupos de cinco pessoas que ficam moralmente responsáveis umas pelas outras.
O sucesso da operação em termos de recebimento dos empréstimos concedidos - o Grameen Bank recebe de volta 98,85% dos empréstimos que concede - e da melhora da condição de vida dos beneficiados levou à expansão das operações.
O projeto do Grameen Bank, a primeira instituição financeira do mundo especializada em microcrédito, surgiu em 1976 na cidade de Jobra, em Bangladesh. Em 1983 o Grameenbank adquiriu seu status de Banco, através de uma lei especial, feita para sua criação.
Desde sua fundação, o Grameen Bank mantém-se em atividade como uma empresa privada lucrativa, tendo obtido lucros em todos os anos de sua operação, exceto no ano de sua fundação e em 1991 e 1992. Serviu de inspiração para várias experiências e políticas públicas de crédito em países menos desenvolvidos, mas historicamente o modelo do Grameen com juros abaixo do mercado (via subsídios do Banco Mundial) não funcionou no Brasil.[carece de fontes?]

## Nos dias atuais
Microcrédito é um empréstimo de valor muito baixo oferecido a desempregados, pequenos empresários e outras pessoas vivendo na pobreza e cuja condição impede o acesso a bancos e aos meios tradicionais de financiamento, por não possuírem bens que possam oferecer em garantia e/ou histórico de créditos. Frequentemente o MC liberta pessoas de baixa renda das garras dos agiotas e da dificuldade de empregar-se (gerando renda).
Esse novo conceito de crédito proporcionou, com grande sucesso, o desenvolvimento de projetos de pequenas empresas e "auto- emprego", o que proporcionou às pessoas que tiveram acesso ao crédito a possibilidade de gerar renda e, em muitos casos, melhorar sua condição de vida e sair da condição de pobreza.
Existem hoje várias espécies de microcrédito, que se divide basicamente em dois tipos principais: o tipo original, tal como concebido por Muhammad Yunus, que se destina a reduzir a pobreza, e o tipo comercial, que é o modelo adotado pelo Brasil. Este último é um instrumento de financiamento para microempresas e empresários informais.

## Microcrédito no Brasil
Como em outros países da América Latina, o microcrédito no Brasil se encontra em fase embrionária e tem sido liderado por iniciativas de ONGs, em geral de atuação internacional, e por Bancos Comunitários.
Uma das experiências pioneiras em termos mundiais aconteceu no Brasil: trata-se da implantação da UNO, em 1973, em Pernambuco. Posteriormente, surgiram as experiências dos Centros de Apoio ao Pequeno Empreendedor – CEAPE, cujas instituições, em sua maioria, continuam presentes e ativas, em vários estados brasileiros; as experiências de constituição das Instituições Comunitárias de Crédito, em que, com frequência observou-se a participação do poder público, notadamente municipal, em associação com outras entidades, tais como sindicatos, associações comerciais, bancos de fomento, etc. Também verificou-se, muitas vezes, o surgimento de iniciativas em que o próprio poder público, diretamente, através de programas governamentais, procurasse estimular o fornecimento de crédito à população de baixa renda.
A característica principal desse período é que todas estas experiências concentravam sua atividade sobre as operações de crédito, dirigidos, quase exclusivamente, ao financiamento do microempreendimento.
A segunda metade da década de 1990, marca o período em que o microcrédito passa a expandir-se mais fortemente no Brasil. Alguns defendem que haja correlação entre esta expansão e a estabilização econômica. Neste período, os governos passam a atuar no sentido de favorecer o desenvolvimento de políticas locais, e há diversos casos de municípios em que, por esta razão, são criadas instituições comunitárias de crédito (ICCs), com o intuito de fornecer microcrédito. Podemos citar Porto Alegre e Blumenau entre as primeiras, sendo que o modelo de Porto Alegre (Portosol) foi reproduzido em diversas localidades, com adaptações. Também o governo federal, diretamente ou através de bancos sob seu controle, como o BNB – Banco do Nordeste do Brasil, que implantou o programa Crediamigo ou o BNDES, passam a intervir nesse segmento, buscando estimular o desenvolvimento do microcrédito tanto pelo fornecimento do crédito ao microempreendedor, quanto pelo apoio direto às organizações operadoras, através da ajuda para seu desenvolvimento institucional (treinamento de pessoal, desenvolvimento de software, aquisições de equipamentos, etc.), do fornecimento de recursos de funding para constituição de carteiras ou pela adequação do marco jurídico. Neste sentido, muitas organizações passaram a atuar com a cobertura da legislação, no caso das organizações sem fins lucrativos, desde que adaptadas à Lei 9790, de 1999, obtendo a qualificação de OSCIPs – Organizações da Sociedade Civil de Interesse Público. Mas, além disso, foram constituídas também as SCM – Sociedades de Crédito ao Microempreendedor, por meio da Lei 10.194, de 2001, com a perspectiva de atender a investidores privados interessados em financiar atividades produtivas dos empreendedores de baixa renda.
Em 2001, uma rede de 50 organizações da sociedade civil fundam a ABCRED , que passa a propor a organização de um Sistema Nacional de Financiamento da Economia Popular, que apresentam aos candidatos a presidente nas eleições de 2002.
Gradativamente, ampliam-se os serviços financeiros à população de baixa renda, inclusive pelo sistema financeiro, aproveitando-se inclusive de facilidades advindas das tecnologias de informação. É o caso, por exemplo, da multiplicação das redes de correspondentes bancários, dispondo crescentemente de novos produtos disponíveis a oferecer para seus clientes.
A partir de 2003, dentro de uma perspectiva política decidida a viabilizar a expansão do crédito, com vistas à ampliação da atividade econômica, algumas inovações na legislação e nas normas infra-legais são postas em andamento, para assegurar fontes adicionais para o financiamento das operações de microcrédito; para incentivar o ingresso de novos contingentes de pessoas ao sistema bancário; para incentivar a operação de microcrédito pelos agentes do sistema financeiro, públicos ou privados; e para estimular a expansão do cooperativismo de crédito e o ingresso das cooperativas de crédito no rol das organizações operadoras de microcrédito.
Todas estas mudanças produziram, por consequência, o aumento da diversidade dos modelos jurídicos e das metodologias com que as populações de baixa renda são alcançadas pelos programas de microcrédito. Fundamentalmente, passou-se a designar de modo diverso o microcrédito chamado “de uso livre”, que pode ou não financiar atividades ou empreendimentos econômicos, e o “microcrédito produtivo orientado”, que compreende a modalidade mais tradicionalmente praticada no país, até aquele momento, que consiste fundamentalmente em apoio ao desenvolvimento de microempreendimentos econômicos, tendo além disso, como característica essencial, a intervenção da figura do agente de crédito, responsável pelas visitas in loco aos empreendedores, a avaliação do perfil sócio-econômico do empreendimento e do empreendedor popular, a análise do crédito solicitado, sua concessão, quando aprovada e seu acompanhamento posterior. Tais características e as especificidades deste tipo de atuação, além de sua tradição na prática de dezenas de organizações atuantes no país, levaram o governo federal a propor ao Congresso Nacional nova legislação, por meio de Medida Provisória (MP 226/2004), instituindo o PNMPO – Programa Nacional de Microcrédito Produtivo Orientado. A aprovação da Lei pelo Congresso Nacional, alguns meses depois, coincidiu com o Ano Internacional do Microcrédito, em 2005.

### Efeitos do microcrédito no Brasil
Apesar de ainda ser muito pouco difundido, e de estar enfrentando obstáculos burocráticos à sua expansão, o microcrédito no Brasil, para os que puderam obtê-lo, tem-se revelado um sucesso.
Um estudo da Fundação Getúlio Vargas, feito com 175 empresários de Heliópolis, em São Paulo, revelou que em dois anos aqueles que tiveram acesso ao microcrédito viram suas vendas crescerem 60% em comparação a quem não teve acesso ao financiamento.
Um grupo de alunos do mestrado da Universidade de Columbia em Nova Iorque tem publicado vários estudos sobre o acesso ao credito junto às populações de baixa renda. E o time liderado por Carolina Cabral Murphy, conduz estudos sobre os produtos oferecidos na área de microcrédito no Brasil.

## Microcrédito em Portugal
O Estado português reconheceu a importância do apoio público por forma a criar condições para que promotores e microempresas possam aceder ao crédito bancário em condições mais favoráveis para fazer face ao investimento inicial subjacente aos projetos. É através da Portaria n.º 985/2009 de 4 de setembro que se estabelecem os apoios financeiros, a conceder diretamente pela Estado, através da bonificação de juros e garantias de empréstimos bancários. Esse sistema nacional de garantia mútua tem um papel de relevo na prestação de garantias que permitam aceder a créditos em melhores condições, por reduzirem o risco da contraparte bancária. Desta forma, os promotores e as microempresas acedem a empréstimos sem que lhes sejam exigidas garantias pessoais, aplicações financeiras, hipotecas, penhores, fiadores ou quaisquer outras formas de cobrir o risco da operação pelo banca.